# Keahu Kahuanui
Keahu Kahuanui (nome completo: Keahupuihale Kahuanui) (Honolulu, 7 agosto 1986) è un attore e modello statunitense.

## Biografia
Nato a Honolulu, nelle isole Hawaii, ha trascorso l'infanzia in luoghi diversi, tra cui Los Angeles e Boston, per via dei numerosi trasferimenti della famiglia. Proprio all'Università di Boston completa i propri studi universitari, prima iscrivendosi al corso di ingegneria e poi scegliendo il corso di laurea in Relazioni Internazionali, che terminò ottenendo il baccellierato.
Ha buona conoscenza del cinese corrente e parla fluentemente il tedesco, è appassionato di tecnologia e scienza.
Già in tenera età si appassiona alla recitazione e al teatro, interpretando piccoli ruoli in musical e spettacoli.
Il principale ruolo per cui è noto è quello di Danny nella serie televisiva Teen Wolf.

## Filmografia
- Teen Wolf - Serie TV, 27 episodi (2011-2014)
- La vita segreta di una teenager americana - Serie TV, 4x13 (2011)
- Hawaii Five-0 - Serie TV, 2x20 (2012)
- The Originals - Serie TV 4x02